# Tone (Ibaraki)
Tone (利根町, Tone-machi) est un bourg du district de Kitasōma, dans la préfecture d'Ibaraki, au Japon.

## Géographie

### Démographie
Au 1er janvier 2014, la population de Tone s'élevait à 16 848 habitants répartis sur une superficie de 24,90 km2.